# كاترينا بوسيتي
كاترينا كيارا بوسيتي (ولدت في 2 فبراير 1994) هي لاعبة كرة طائرة محترفة إيطالية تلعب لصالح منتخب إيطاليا للكرة الطائرة للسيدات. شاركت في الألعاب الأولمبية الصيفية 2012.